# San Lorenzo (Ecuador)
San Lorenzo, también conocida como San Lorenzo del Pailón, es una ciudad ecuatoriana; cabecera del cantón homónimo, así como la tercera urbe más grande y poblada de la provincia de Esmeraldas. Se localiza al extremo norte de la región litoral del Ecuador, asentada en una extensa llanura, muy cerca de la frontera con Colombia, a orillas del océano Pacífico, a una altitud de 12 m s. n. m. y con un clima lluvioso tropical de 25 °C en promedio.
En el censo de 2022 tenía una población de 28.491 habitantes, lo que la convierte en la quincuagésima tercera ciudad más poblada del país. Sus orígenes datan de la época colonial, posiblemente fue fundada el 10 de agosto de 1743, por Pedro Vicente Maldonado. Durante el siglo XX presenta un acelerado crecimiento demográfico hasta establecer un poblado urbano; que sería posteriormente, uno de los principales núcleos urbanos de la provincia. Las actividades principales económicas de la ciudad son: la pesca, la agricultura y el comercio.

## Historia
En tiempos precolombinos el nombre de la región y de las aldeas indígenas que el sabio Pedro Vicente Maldonado tomara posesión en 1735 a nombre de la Corona Española, era El Pailón. Sin embargo la localidad es renombrada según el santoral católico, el 10 de agosto, fecha que conmemora al mártir de la hoguera: San Lorenzo. Su consolidación política se inicia en 1738, cuando se posesiona del cargo de gobernador de la provincia de Esmeraldas, el sabio 'riobambeño' Don Pedro Vicente Maldonado. El mismo que tenía como encargo, abrir un camino a El Pailón y construir un puerto de enlace a Quito con Panamá, que era el mayor centro comercial, cultural y político de la época.
El 22 de marzo de 1978 se designa a la localidad como cantón.
El 27 de mayo de 2018 se dio el atentado contra el distrito policial de San Lorenzo. El presidente Lenín Moreno decretó estado de excepción por 60 días en el cantón San Lorenzo perteneciente a la ciudad.

## Política
Territorialmente, la ciudad de San Lorenzo está organizada en una sola parroquia urbana, mientras que existen doce parroquias rurales con las que complementa el aérea total del Cantón San Lorenzo. El término "parroquia" es usado en el Ecuador para referirse a territorios dentro de la división administrativa municipal.
La ciudad de y el cantón San Lorenzo, al igual que las demás localidades ecuatorianas, se rige por una municipalidad según lo previsto en la Constitución de la República. El Gobierno Autónomo Descentralizado Municipal de San Lorenzo, es una entidad de gobierno seccional que administra el cantón de forma autónoma al gobierno central. La municipalidad está organizada por la separación de poderes de carácter ejecutivo representado por el alcalde, y otro de carácter legislativo conformado por los miembros del concejo cantonal.
La Municipalidad de San Lorenzo, se rige principalmente sobre la base de lo estipulado en los artículos 253 y 264 de la Constitución Política de la República y en la Ley de Régimen Municipal en sus artículos 1 y 16, que establece la autonomía funcional, económica y administrativa de la Entidad.

### Alcaldía
El poder ejecutivo de la ciudad es desempeñado por un ciudadano con título de alcalde del Cantón San Lorenzo, el cual es elegido por sufragio directo en una sola vuelta electoral sin fórmulas o binomios en las elecciones municipales. El vicealcalde no es elegido de la misma manera, ya que una vez instalado el Concejo Cantonal se elegirá entre los ediles un encargado para aquel cargo. El alcalde y el vicealcalde duran cuatro años en sus funciones, y en el caso del alcalde, tiene la opción de reelección inmediata o sucesiva. El alcalde es el máximo representante de la municipalidad y tiene voto dirimente en el concejo cantonal, mientras que el vicealcalde realiza las funciones del alcalde de modo suplente mientras no pueda ejercer sus funciones el alcalde titular.
El alcalde cuenta con su propio gabinete de administración municipal mediante múltiples direcciones de nivel de asesoría, de apoyo y operativo. Los encargados de aquellas direcciones municipales son designados por el propio alcalde. Actualmente, la alcaldesa de San Lorenzo es Adis Solís, elegida para el periodo 2023- 2027.

### Concejo cantonal
El poder legislativo de la ciudad es ejercido por el Concejo Cantonal de San Lorenzo el cual es un pequeño parlamento unicameral que se constituye al igual que en los demás cantones mediante la disposición del artículo 253 de la Constitución Política Nacional. De acuerdo a lo establecido en la ley, la cantidad de miembros del concejo representa proporcionalmente a la población del cantón.
El alcalde y el vicealcalde presiden el concejo en sus sesiones. Al recién instalarse el concejo cantonal por primera vez los miembros eligen de entre ellos un designado para el cargo de vicealcalde de la ciudad.

## Turismo
La ciudad se encuentra con una creciente reputación como destino turístico, por su ubicación en plena selva del Chocó biogeográfico. A través de los años, San Lorenzo ha incrementado notablemente su oferta turística; actualmente, el índice turístico creció gracias a la campaña turística emprendida por el gobierno nacional, "All you need is Ecuador". El turismo de la ciudad se enfoca en su belleza natural. En cuanto al turismo ecológico, la urbe cuenta con espaciosas áreas verdes, y la mayoría de los bosques y atractivos cercanos están bajo su jurisdicción.
El turismo de la ciudad se relaciona íntimamente con el resto del cantón; el principal atractivo del cantón es la naturaleza, dotada de una alta biodiversidad, en una variedad de ecosistemas que se extienden en una zona con un alto índice de especies endémicas, considerada por científicos ambientales como laboratorio para la investigación genética mundial. A través de los años ha continuado con su tradición comercial, y actualmente en un proceso fundamentalmente económico, apuesta al turismo.

## Demografía
La población es en su mayoría afrodescendiente, aunque también hay una presencia significativa de población mestiza, tanto ecuatoriana como colombiana, y de población indígena de las etnias Awá y Chachi, situación que la constituye, de hecho, en un espacio multicultural.

## Transporte
El transporte público es el principal medio transporte de los habitantes de la ciudad, tiene un servicio de bus público interparroquial e intercantonal para el transporte a localidades cercanas. Las principales avenidas de la ciudad están asfaltadas o adoquinadas, aunque algunas están desgastadas y el resto de calles son lastradas y se encuentran en mal estado, principalmente en los barrios nuevos que se expanden en la periferia de la urbe.

#### Avenidas importantes
- 26 de agosto
- Camilo Ponce Enríquez
- Padre Lino Campesan
- 5 de agosto
- Esmeraldas

## Medios de comunicación
La ciudad posee una red de comunicación en continuo desarrollo y modernización. En la ciudad se dispone de varios medios de comunicación como prensa escrita, radio, televisión, telefonía, Internet y mensajería postal.
- Telefonía: Si bien la telefonía fija se mantiene aún con un crecimiento periódico, esta ha sido desplazada muy notablemente por la telefonía celular, tanto por la enorme cobertura que ofrece y la fácil accesibilidad. Existen 3 operadoras de telefonía fija, CNT (pública), TVCABLE y Claro (privadas) y cuatro operadoras de telefonía celular, Movistar, Claro y Tuenti (privadas) y CNT (pública).

- Radio: Dentro de esta lista se menciona una gran cantidad de sistemas radiales de transmisión nacional y local e incluso de cantones vecinos.

- Medios televisivos: La mayoría son nacionales, aunque se ha incluido canales locales recientemente. El apagón analógico se estableció para el 31 de diciembre de 2023.[6]

## Educación
La ciudad no cuenta con buena infraestructura para la educación. La educación pública en la ciudad, al igual que en el resto del país, es gratuita hasta la universidad (tercer nivel) de acuerdo a lo estipulado en el artículo 348 y ratificado en los artículos 356 y 357 de la Constitución Nacional. Varios de los centros educativos de la ciudad cuentan con un gran prestigio. La ciudad está dentro del régimen Costa por lo que sus clases inician los primeros días de abril y luego de 200 días de clases se terminan en el mes de febrero. La infraestructura educacional presentan anualmente problemas debido a sus inicios de clases justo después del invierno, ya que las lluvias por lo general destruyen varias partes de los plantes educativos en parte debido a la mala calidad de materiales de construcción, especialmente a nivel marginal.

## Economía
El casco urbano de San Lorenzo, está conectado a la actividad pesquera y agrícola, así como también, en gran medida, con problemáticas ambientales y sociales como la tala ilegal de bosques para extracción de madera, la expansión acelerada de piscinas camaroneras y la expansión de plantaciones de palma.

## Deporte
La Liga Deportiva Cantonal de San Lorenzo es el organismo rector del deporte en todo el Cantón San Lorenzo y por ende en la urbe se ejerce su autoridad de control. El deporte más popular en la ciudad, al igual que en todo el país, es el fútbol, siendo el deporte con mayor convocatoria. Actualmente existen dos equipos de fútbol de la ciudad, activos en la Asociación de Fútbol No Amateur de Esmeraldas, que participa en el Campeonato Provincial de Segunda Categoría de Esmeraldas. Al ser una localidad pequeña en la época de las fundaciones de los grandes equipos del país, San Lorenzo carece de un equipo simbólico de la ciudad, por lo que sus habitantes son aficionados en su mayoría de los clubes guayaquileños: Barcelona Sporting Club y Club Sport Emelec. 
El principal recinto deportivo para la práctica deportiva es el Estadio Jesús Cangá Caicedo. Fue inaugurado el 31 de diciembre de 2006, y es usado mayoritariamente para la práctica del fútbol, ya que los clubes sanlorenzeños como el Club Deportivo Alianza del Pailón y el Club Deportivo La Provincia hacen de locales en este escenario deportivo. Tiene capacidad para 4.000 espectadores. El estadio es sede de distintos eventos deportivos a nivel local, así como es escenario para varios eventos de tipo cultural, especialmente conciertos musicales.